# Microsphinx pumilum
Microsphinx pumilum är en fjärilsart som beskrevs av Jean Baptiste Boisduval 1847. Microsphinx pumilum ingår i släktet Microsphinx och familjen svärmare. Inga underarter finns listade i Catalogue of Life.

## Bildgalleri

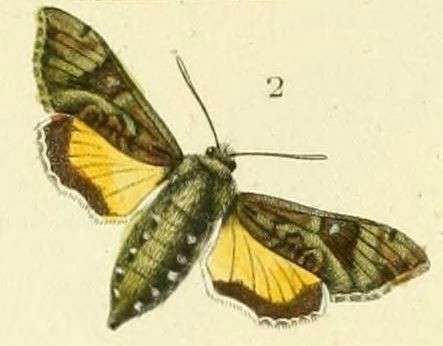